# Kostel svatého Bartoloměje (Brno)
Římskokatolický kostel svatého Bartoloměje se nachází v brněnské městské části Brno-Žebětín. Je chráněn jako kulturní památka České republiky.
Ve 14. století jej založila dcera Přemysla II. Eliška Rejčka, která zároveň dala podnět k založení kostela svatého Vavřince v nedalekém Komíně.
Fara je připomínána již v roce 1437.
Kostel a fara byly během třicetileté války značně poškozeny. V roce 1633 byly pro nedostatek duchovních spojeny farnosti v Komíně, Bystrci a Žebětíně pod společnou duchovní správu komínského faráře. Žebětínský kostel byl obnoven roku 1732 a farní budova roku 1787. Roku 1869 byl Žebětín povýšen na samostatnou farnost. 
Na přelomu 19. a 20. století přestal kostel dostačovat rostoucímu počtu věřících a tak roku 1923 byl postaven nový prostornější kostel, část dosavadní stavby se stala boční kaplí. V roce 1992 bylo započato s rozsáhlou přestavbou kostela.